# Janjevo
Janjevo (albánsky Janjevë, v srbské cyrilici Јањево) je vesnice na východě Kosova, konkrétně v opštině Lipljan.

## Obyvatelstvo
Vesnice, která měla v roce 2011 2137 obyvatel, byla až do války v Kosovu známa především díky svému katolickému obyvatelstvu. Jeho původ se odvozuje o německých hornických osadníků nebo bosenských katolíků, nicméně sami Janjevčané se dnes považují za Chorvaty.

## Historie
Nejstarší historický zmínka o vesnici pochází z roku 1303. Osada vznikla v hornické oblasti, kde se dynamicky rozvíjel obchod. Ve středověku tudy procházela obchodní stezka mezi Skopjí a Dubrovnickou republikou. Místní škola byla založena roku 1665 a je nejstarší na území dnešního Kosova. Oblast byla osídlena pravoslavným slovanským obyvatelstvem až do poloviny 18. století. Poté se někteří místní rozhodli vystěhovat na sever (v druhé vlně stěhování.
Až do války v Kosovu si obec udržovala odlišný, chorvatský charakter od zbytku Kosova. Vzhledem k tomu, že v 90. letech 20. století se místní životní podmínky ukázaly být pro místní vzhledem k problémům v regionu nesnesitelné, rozhodl se značný počet Janjevanů odejít. Již v roce 1997 tak byl značný počet místních domů prázdný.

## Významné osobnosti
- Nikola Čolak, chorvatský historik
- Josip Glasnović, sportovní střelec
- Đorđija Palić, zpěvačka